# Operațiunea Torța
Operațiunea Torța (numită inițial Operațiunea Gimnastul) a fost invazia americano – britanică a Africii de nord franceze în timpul celui de-al doilea război mondial. Operațiunea a fost declanșată pe 8 noiembrie 1942.
Uniunea Sovietică făcea presiuni asupra Aliaților occidentali pentru deschiderea unui al doilea front în Europa, acțiune care ar fi redus presiunea germană exercitată împotriva Armatei Roșii pe frontul de răsărit. În vreme ce liderii militari americani erau în favoarea „Operațiunii Sledgehammer” – debarcarea în Europa ocupată – cât mai curând posibil, comandanții britanici credeau că o asemenea tentativă ar fi dus la un dezastru. În locul unei debarcări în Europa, britanicii au propus un atac în Africa de nord franceză, care ar fi dus la alungarea forțelor Axei din nordul Africii, ar fi îmbunătățit controlul naval aliat în Marea Mediterană și ar fi fost o etapă necesară în pregătirea unei debarcări în sudul Europei. Președintele american Franklin Delano Roosevelt a avut îndoieli asupra oportunității unei operațiuni aliate în Africa, care în concepția sa ar fi amânat nepermis de mult invazia din Europa, dar în cele din urmă a cedat și a sprijinit inițiativa premierului britanic Winston Churchill.

## Contextul general
Aliații au plănuit o invazie în nord-vestul Africii – Maroc și Algeria – care se aflau sub controlul nominal al regimului de la Vichy. În Maroc staționau cam 60.000 de soldați vichyiști, iar dotarea lor era constituită din artilerie de coastă, un număr redus de tancuri și avioane, zece vase de război și unsprezece submarine. Aliații credeau că forțele Regimului de la Vichy nu vor opune rezistență, această opinie fiind bazată pe informațiile oferite în principal de consulul american de la Alger, Robert Murphy. Comandanții aliații se temeau într-o oarecare măsură de resentimentele francezilor față de distrugerea de către britanici a flotei franceze din portul Mers-el-Kebir din 1940. Inacțiunea forțelor franceze din Africa era esențială pentru operațiune, aliații făcând chiar planuri în care nu numai că francezii nu ar fi opus rezistență, dar chiar ar fi cooperat. Aliații plănuiau să înainteze rapid în Tunisia și să atace forțele germane din spate. Generalul Dwight D. Eisenhower a primit comanda supremă în cadrul acestei operațiuni, iar el și-a stabilit cartierul general la Gibraltar. Forțele navale aliate s-au aflat sub comanda lui amiralului Andrew Cunningham. Adjunctul acestuia din urmă, viceamiralul Bertram Ramsay, a fost cel care s-a ocupat de planificarea întregii acțiuni.

### Contacte preliminare
Consulul american la Alger Robert Murphy a primit sarcina să obțină informații în legătură cu starea de spirit a forțelor Regimului de la Vichy și să inițieze contacte cu elementele franceze care ar fi putut facilita operațiunea aliată. Consulul american a luat legătura cu mai mulți ofițeri superiori francezi, inclusiv cu generalul Charles Emmanuel Mast, comandantul-șef al forțelor din Algeria. Acești ofițeri s-au arătat interesați să sprijine o acțiune aliată, dar au cerut să se întâlnească în secret cu un comandant aliat. Generalul Mark W. Clark, unul dintre colaboratorii apropiați ai lui Eisenhower, a fost transportat în secret în Algeria la bordul submarinului HMS Seraph pe 21 octombrie 1942, pentru a se întâlni cu ofițerii vichyiști.
Aliații au reușit de asemenea să îl scoată din Franța vichyistă la bordul submarinului Seraph pe generalul Henri Giraud. Aliații doreau să-i ofere acestuia, după declanșarea invaziei, funcția de comandant suprem al forțelor franceze din Africa de nord. Numai că Henri Giraud nu era dispus să accepte decât funcția de comandant suprem al operațiunii aliate, numai că aceasta era deja oferită lui Eisenhower. Dată fiind această situație, generalul francez a decis să rămâne „un spectator al acestei afaceri”.

## Bătălia
Aliații au plănuit să desfășoare trei debarcări amfibii, prin care să cucerească porturile și aeroporturile de importanță majoră din Maroc și Algeria, în mod special cele din Casablanca, Oran și Alger.
Grupul operativ de vest, (care avea ca obiectiv Casablanca) era compusă din unități americane și era comandată de generalul George Patton și contraamiralul Henry K. Hewitt. Forțele americane, (Divizia a 2-a blindată și Diviziile a 3-a și a 9-a de infanterie), aproximativ 35.000 de soldați, erau aduse direct din SUA.
Grupul operativ centru, (care viza Oranul), era comandată de generalul Lloyd Fredendall și comodorul Lloyd Fredendall. Acest grup operativ, (Batalionul al 509-lea de parașutiști, Divizia I de infaterie britanice și Divizia I blindate americană), aproximativ 18.500 de soldați, erau transportat pe calea aerului din Anglia.
Grupul operativ de est, (care viza Algerul), era comandat de generalul Kenneth Anderson, (Divizia a 78-a de infanterie britanică și divizia a 34-a de infanterie britanică), aproximativ 20.000 de soldați, era comandat de viceamiralul Harold Burrough.
Forțele aeriene au fost împărțite în două, una britanică, care trebuia să acționeze la est de Capul Tenez din Algeria, sub comanda mareșalului aerului William Welsh, și alta americană, care acționa la vest de Capul Cape Tenez, sub comanda generalului James Doolittle. Comanda supremă a forțelor aeriene revenea generalului Patton.

### Casablanca
Grupul operativ de vest a debarcat în zorii zilei de 8 noiembrie 1942 în trei puncte: Safi („Operațiunea Blackstone”), Fedala, („Operațiunea Brushwood”), și Mehdiya – Port-Lyautey, („Operațiunea Goalpost”). Datorită faptului că s-a plecat de la premisa că francezii nu vor opune rezistență, nu au fost executate bombardamente preliminare.
Cu o noapte mai devreme, generalul Bethouard a încercat să-l aresteze pe camaradul său, generalul Auguste Paul Nogues, un ofițer loial Regimului de la Vichy. Cum tentativa aceasta a dat greș, Nogues, care a bănuit că se pregătește o debarcare aliată, a alertat apărarea de coastă vichyistă.
Debarcarea de la Safi a avut un succes parțial. Debarcările au fost efectuate inițial fără acoperire bombardamentelor aeriene sau navale. Totuși, când bateriile apărării de coastă franceze au deschis focul împotriva transporturilor aliate, vasele de război aliate au răspuns atacului. Infanteriștii debarcați, cei mai mulți fără nicio experiență de luptă, fuseseră blocați de focul francezi pe plajele din Safi. Cea mai mare parte a debarcării a fost făcută cu mari întârzieri față de planul inițial. Avionale aliate decolate de pe portavioanele din larg au reușit să distrugă un transport de trupe franceze care încerca să întărească apărarea de la Safi. În după-amiaza zilei de 8 noiembrie, majoritatea apărătorilor francezi s-au predat, iar până pe 10 noiembrie fuseseră eliminate toate focarele de rezistență antialiate, iar majoritate trupelor americane se îndreptaseră spre Casablanca asediată.
În jurul Port-Lyautey, trupele primului val au trebuit să aștepte al doilea val de debarcare mult prea mult timp. Acest răgaz a fost folosit de apărători francezi pentru organizarea defensivei. Următoarele valuri de debarcare s-au bucurat de sprijinul bombardamentelor navale și a acoperirii aeriene a avioanelor de pe portavioane. Și obiectivele aliate din această zonă au fost atinse.
În jurul localității Fedala debarcarea celor 19.000 de soldați aliați a fost dată peste cap de condițiile meteo nefavorabile. Debarcările au fost efectuate sub focul artileriei franceze. Cu toate aceste, americanii au reușit să cucerească capete de pod puternice și să asedieze portul Casablanca până pe 10 noiembrie. Generalul Patton a intrat în Casablanca fără să întâmpine vreo opoziție.
În general, rezistența franceză în Maroc a fost sporadică, (spre deosebire de reacția artileriei de coastă). Vasele de război franceze au încercat să atace forțele de debarcare, dar au fost respinse de puterea de foc superioară a aliaților. Mai multe vase franceze au fost scufundate, unele au eșuat în apele puțin adânci, iar cele care au scăpat s-au alăturat aliaților.

### Oran

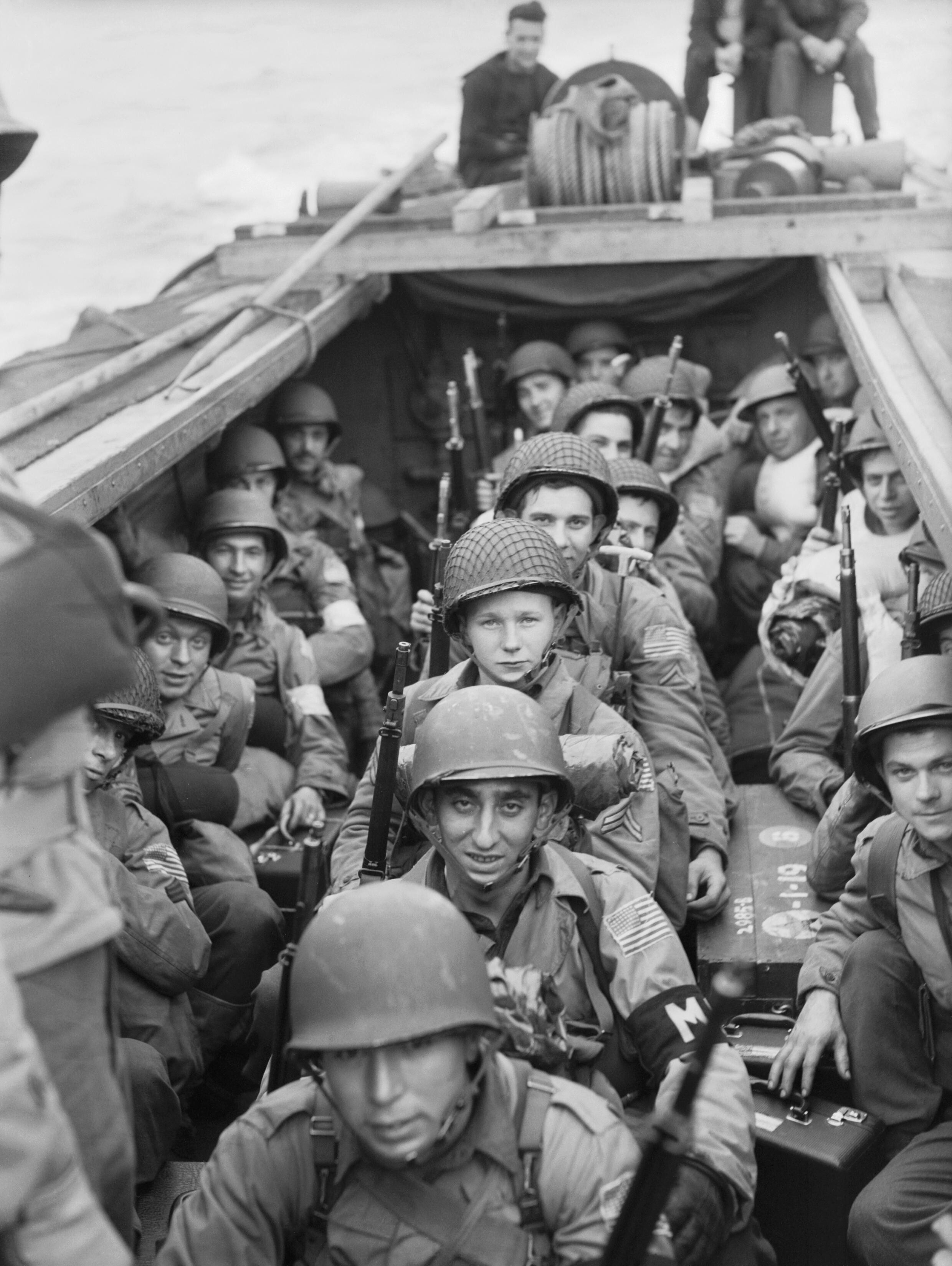
Trupe americane spre Oran, noiembrie 1942

Grupul operativ centru a atacat pe trei plaje, două la vest de Oran și una la est de oraș. Debarcarea de pe cea mai vestică plajă a fost întârziată de apariția unui convoi naval francez. Debarcările au fost întârziate și datorită deteriorării unor nave de luptă în apelor puțin adânci și bancurilor submarine de nisip. În ciuda unor operațiuni de recunoștere ale submarinelor, până în momentul debarcărilor condițiile de debarcare de pe plaje nu erau cunoscute cu certitudine. Aceste greutăți aveau să devină învățăminte pentru debarcările din Normandia, care au beneficiat de o uriașă muncă depusă în operațiunile de recunoaștere din perioada de dinaintea invaziei.
Pușcașii batalionului 1 american debarcați la est de Oran au capturat rapid bateria de coastă de la Arzew. Infanteria americană a încercat un atac direct asupra portului („Operațiunea Rezervistul”), pentru a împiedica distrugerea instalațiilor portuare și sabordarea vaselor din radă. Atacul a fost un eșec. După ce au scufundat două distrugătoare aliate, navele de război franceze au reușit însă să iasă din radă și au atacat flota aliată de invazie, dar au fost în cele din urmă scufundate.
Bateriile franceze de coastă și flota de invazie au participat la dueluri de artilerie în zilele de 8 și 9 noiembrie,iar francezii care apărau Oranul s-au apărat cu dârzenie. Bombardamentele navale puternice efectuate de crucișătoarele britanice au dus în cele din urmă la capitularea francezilor pe 9 noiembrie.

#### Acțiunile aeropurtate
Operațiunea Torța a fost primul asalt important aeropurtat al forțelor armate ale SUA din timpul celui de-al Doilea Război Mondial. Batalionul al 509-a de parașutiști a fost transportat pe calea aerului din Anglia, a traversat spațiul aerian spaniol, și trebuia să fie lansați lângă Oran, unde trebuiau să cucerească aeroporturile de la Tafarquay și Youk-Les-Bains. Parașutările au fost marcate de probleme de navigație și de comunicare cu forțele franceze de la sol. Mai multe avioane de transport au aterizat forțat în deșert. Până în cele din urmă, ambele aeroporturi au fost capturate, în ciuda marii împrăștieri în teren a parașutiștilor americani.

### Alger

#### Rezistența și puciul militar
În conformitate cu planurile făcute mai înainte de invazie, la miezul nopții și în primele ore ale zilei de 8 noiembrie, în timp ce flota de invazie se apropia de țărm, un gup de 400 de luptători ai rezistenței sub conducerea lui Henri d'Astier de La Vigerie și José Aboulker, au dat o lovitură militară în Alger. Ei au cucerit punctele strategice ale orașului: centrala telefonică, postul telegrafic, stația radio, casa guvernatorului și cartierul general al Corpului al 19-lea al trupelor vichyiste.
Consulul american Robert Murphy, însoțit de luptători ai rezistenței, s-a deplasat la reședința comandantului francez din Africa de nord, generalul Alphonse Juin, pentru a-l convinge să treacă de partea aliaților. Juin a fost reținut în reședința sa. Consulul a avut surpriza să afle că amiralul François Darlan, comandantul suprem al forțelor armate ale Regimului de la Vichy, se afla într-o vizită privată la Alger. Juin nu și-a luat răspunderea de a ordona trupelor din subordinea sa să treacă de partea aliaților și a sugerat în schimb ca un asemenea ordin să fie dat de amiralul Darlan. Consulul american nu a reușit să-i convingă pe niciunul dintre cei doi comandanți francezi să treacă de partea aliaților. În aceeași zi, jandarmeria vichyistă i-a eliberat pe Juin și Darlan.
În aceeași zi, trupele franceze vichyiste au pierdut timpul recucerit aproape toate pozițiile ocupate de luptătorii rezistenței, în timp ce trupele aliate au debarcat și încercuit Algerul fără să întâmpine vreo opoziție.

#### Invazia
Invazia a fost condusă de Divizia a 34-a de infanterie americană (în componența ei intrând și o brigadă britanică). Comanda primului val al debarcării a fost încredințată generalului american 
Charles W. Ryder, liderii aliați considerând că francezii vor reacționa mai favorabil în cazul în care comandantul ar fi fost un american și nu un britanic. Debarcările s-au desfășurat în trei zone distincte, două la vest de Alger și una la est de oraș. Unele operațiuni de debarcare au fost făcute pe alte plaje decât cele planificate, dar aceasta nu a avut un efect negativ, de vreme ce francezii au opus o rezistență nesemnificativă. Cea mai mare parte a bateriilor artileriei de coastă au fost neutralizate de luptătorii rezistenței. S-a înregistrat cel puțin un caz în care un comandant francez a întâmpinat cu entuziasm invazia aliată.
Singurele lupte importante s-au dat în portul Alger, în timpul unei încercări de debarcare a unor unități de elită americane direct în docuri, într-o încercare de salvare a flotei franceze de la sabordare și de cucerire a instalațiilor portuare. Tirurile puternice de artilerie a împiedicat desfășurarea debarcării.
Trupele debarcate pe plaje au avansat rapid înspre interiorul teritoriului. Generalul vichyist Juin și garnizoana Algerului au capitulat în jurul orei 18:00 a zilei de 8 noiembrie.

## Urmări

### Rezultate politice
În scurtă vreme a devenit evindent faptul că Henri Giraud nu avea capacitatea să preia comanda forțelor franceze. Mai mult decât asta, el preferase să aștepte în Gibraltar rezultatele operațiunilor militare. Eisenhower, care se bucura de sprijinul lui Roosevelt și Churchill în această problemă, a făcut o serie de înțelegeri cu amiralul François Darlan, care urma să fie numit la comanda reunită a tuturor forțelor aliate din regiune. Aceasta ar fi însemnat că autoritatea regimului de la Vichy urma să fie păstrată în Africa de nord, în ciuda legilor sale fasciste. Ca urmare, Charles de Gaulle, alți lideri ai FFL, dar și corespondenții de război au reacționat cu furie. Această problemă spinoasă nu a fost rezolvată nici de asasinarea amiralului Darlan de pe 24 decembrie 1942. Generalul Giraud a fost numit în locul amiralului. El a rămas credincios politicii regimului de la Vichy și a arestat pe membrii rezistenței franceze care au acționat de partea aliaților pe 8 noiembrie. Consulul american Murphy nu a reacționat în niciun fel.
Când Adolf Hitler a aflat despre acțiunile amiralului Darlan a ordonat ocuparea „Zonei libere” și a întărit forțele germane din Africa.
Regimului Darlan-Giraud, cu o orientare vichyistă clară la început, a fost nevoit treptat să participe la efortul de război antigerman, să se democratizeze, să epureze pe cei mai compromiși lideri și, în cele din urmă, să se unească cu așa-numitul Comitet național franceze de la Londra. Câteva luni mai târziu a fost fondat "Comité Français de la Libération Nationale" (CFLN), aflat sub controlul ferm al generalului de Gaulle (uniunea tuturor mișcărilor rezistenței franceze sub autoritatea lui de Gaulle nu a fost pe placul președintelui american Roosevelt). Comitetul Francez de Eliberare Națională avea să devină guvernul în exil recunoscut oficial atât de britanici cât și de americani.

### Consecințe militare
Ca urmare a ocupării întregului teritoriu francez de armatele germane și a eșecului încercării de capturare a flotei franceze de la Toulon, (Vedeți și: Operațiunea Lila), forțele franceze din Africa, „Armée d’Afrique” (trei corpuri de armată), și vasele de război care nu fuseseră încă scufundate în lupte au trecut de partea Aliaților.
Între 8 – 10 noiembrie, forțele franceze din Tunisia s-au retras fără luptă din fața germanilor spre granița algeriană. Aceste forțe au primit ordine să reziste, dar nu au opus nicio rezistență până pe 18 noiembrie.
Aliații au declanșat Campania din Tunisia. În scurtă vreme, trupele germane în retragere din Libia au intrat în Tunisia sub comanda generalului Erwin Rommel.
După a serie de lupte în care au înregistrat înfrângeri, (Bătălia de la Pasul Kasserine, Operațiunea Capri), aliații s-au reorganizat, au primit numeroase întăriri și au contraatacat. Pe 6 mai, britanicii au cucerit Tunisul, iar pe 13 mai 1943 forțele Axei din Tunisia au capitulat. Și asta a fost

### Rapoarte oficiale de război
- Les Cahiers Français, La part de la Résistance Française dans les évènements d'Afrique du Nord (Raportul oficial al liderilor grupului Rezistenței franceze care au preluat controlul în Alger pe 8 noiembrie 1942 pentru a facilita debarcarea aliaților), Comisariatul Informației al Forțelor Franceze Libere, august 1943.

### Corespondențe de război
- Melvin K. Whiteleather, Main street's new neighbors, J.B. Lippincott Co., Philadelphia, 1945.

### Lucrări științifice
- George F. Howe, North West Africa: Seizing the initiative in the West, Center of Military History, U.S Army, Library of Congress, 1991.
- Arthur L. Funk, The politics of Torch, University Press of Kansas, 1974.
- Professeur Yves Maxime Danan, La vie politique à Alger de 1940 à 1944, Paris, L.G.D.J., 1963.
- Henri Michel, Darlan, Hachette, Paris, 1993
- Christine Levisse-Touzé, L'Afrique du Nord dans la guerre, 1939-1945, Paris, Albin Michel, 1998.
- José Aboulker și Christine Levisse-Touzé, 8 novembre 1942 : Les armées américaine et anglaise prennent Alger en quinze heures, Paris, Espoir, nr. 133, 2002.
- Sam Moses, "At All Costs; How a Crippled Ship and Two American Merchant Mariners Turned the Tide of World War II", Random House, Nov. 2006
- William B. Breuer, "Operation Torch: The Allied Gamble to Invade North Africa", New York, St.Martins Press, 1985.

### Altele
- Rick Atkinson, An Army at Dawn, Henry Holt, 2002 (ISBN 0-8050-6288-2).